# 헤라 신전

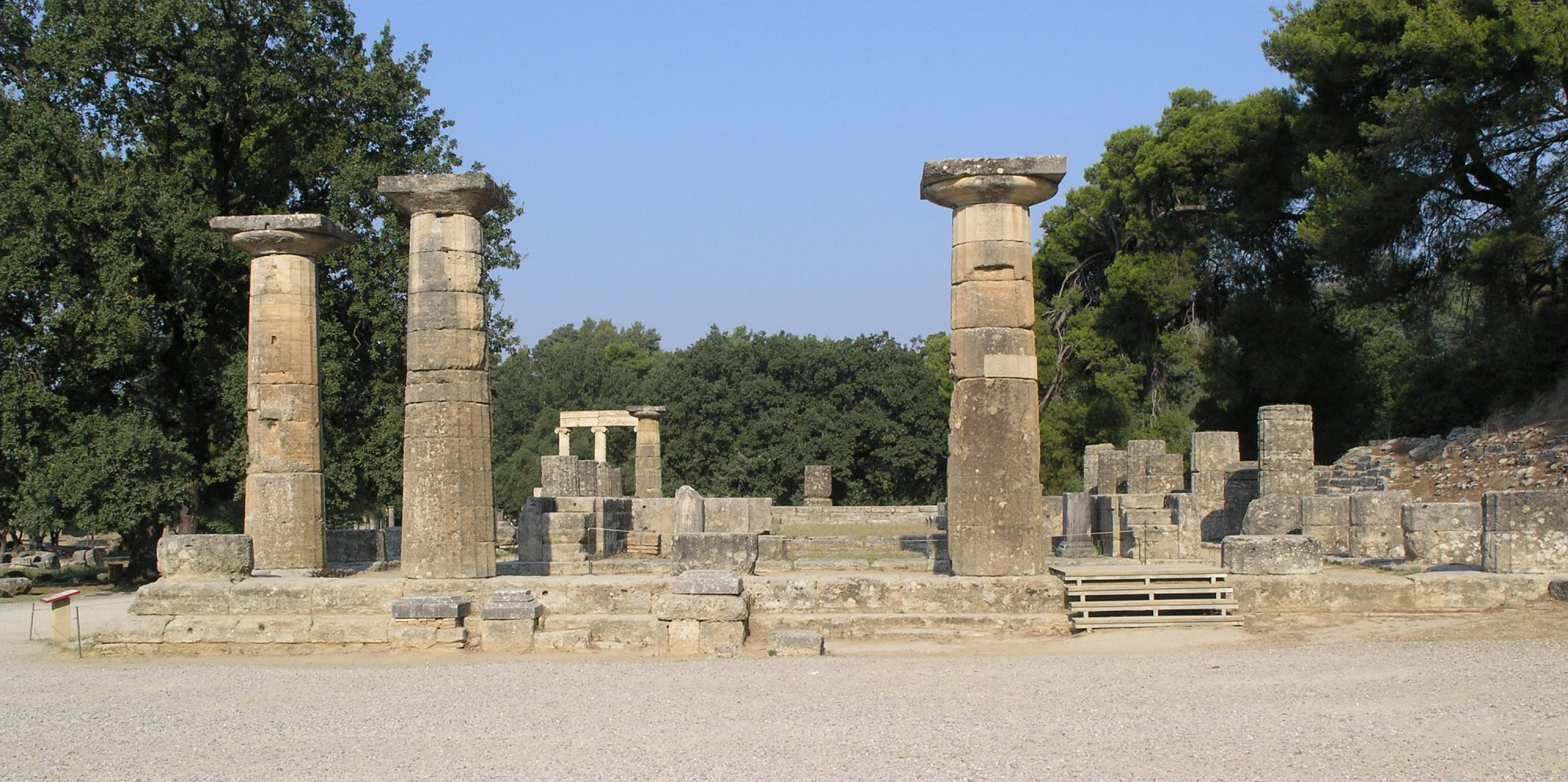
헤라 신전의 유적

올림피아 지도. 가운데 위쪽 보라색이 헤라 신전이다. 고대 올림픽이 치러지던 경기장은 맨 오른편에 있다.

헤라 신전( - 神殿, 그리스어: Ηραίον Ολυμπίας, 영어: Temple of Hera) 또는 헤라이온(영어: Heraion)은 그리스 올림피아에 위치한 고대 그리스의 신전이다. 올림포스 12신 중 한 명이자 여신인 헤라를 모시기 위해 지어졌다. 기원전 590년경에 건설된 것으로 추정되며, 일찍이 기원전 4세기 초에 지진으로 파괴되면서 지금은 일부 유적만 남아 있다. 오늘날에는 올림픽 성화를 밝히는 곳으로 유명하다.

## 역사
올림피아의 헤라 신전은 이른바 알티스(Altis)라 불리던 성역의 북쪽에 위치해 있었다. 초창기 도리스 양식으로 지어진 신전이었으며, 그리스에서 가장 오래된 페립테로스식 신전이기도 했다. 당시 원주 1열이 4면 전반에 둘러싸듯 배치된 구조였다. 헤라 신전이 지어지기 전에는 옛 종교의 예배 의식을 치르던 공간이었던 것으로 추정된다.
헤라 신전은 기원전 590년경에 세워졌으며 트리필리아의 스킬로우스 마을 사람들이 지어 바친 것으로 보인다. 처음에 근처 도시에서 신전을 지을 때에는 올림피아의 수호신인 제우스를 기렸던 것으로 보이나 이후 제우스의 아내이자 누이인 헤라에게 넘어갔다. 그 시점은 기원전 580년경 올림피아가 트리필리아에서 엘리스의 영토로 넘어간 직후이거나, 기원전 5세기경 이 신전 부근에 제우스 신전이 하나 더 지어졌을 당시로 추정된다.

## 올림픽
헤라 신전은 1936년 베를린 하계 올림픽 당시 첫 성화 봉송을 진행하면서 채화 장소의 역할을 하였고, 이후 모든 올림픽 성화는 이곳에서 채화되고 있다.